# Тама (Дагестан)
Тама или Тамма (дарг. ТIама) — упразднённое село в Кайтагском районе Дагестана. Ныне аул переселен на плоскость.

## География
Ближайшими населёнными пунктами являются сёла Адага, Сулипа, Дуреги, Шиляги. Село расположено у реки Уллучай. 

## История
В селе есть мечеть, датируемая XII-XIV веками. Приказом правительства РФ от 10 ноября 2011 года мечеть признана объектом культурного наследия федерального значения. Дату построения мечети содержит арабская надпись на камне в кладке северной стены — 808 год хиджры, то есть 1405 год нашей эры. Столбы пластически расчленены, имеют пышные узоры и богатую технику резьбы. Всего внутри мечети шесть столбов. Они имеют почти одинаковую высоту, одинаковые пропорции, очень приземисты. Орнамент дверей насчитывает 15 разнообразных мотивов и вариантов композиций.
Сохранение вплоть до XV века архаических черт в орнаменте памятников из аулов, расположенных в верховьях Уллучая (селения Тама, Шири, Ицари), объясняется консервативностью местных художественных традиций и изоляцией этих пунктов по сравнению другими. 
Село принадлежало к обществу Ирчамул. Тама являлось известным центром деревообработки

## Этимология
Селение располагалось на лесистом отроге у бурной и очень шумливой, особенно в этом месте, реки Уллучай. По причине постоянного гула, создаваемого рекой, слышного днем и ночью, селение назвали ТIама — шум, гул.